# José Frappa
José Frappa, pseudonyme de Joseph Frappa, né le 18 avril 1854 à Saint-Étienne et mort le 17 février 1904 à Paris, est un peintre et céramiste français.

## Biographie

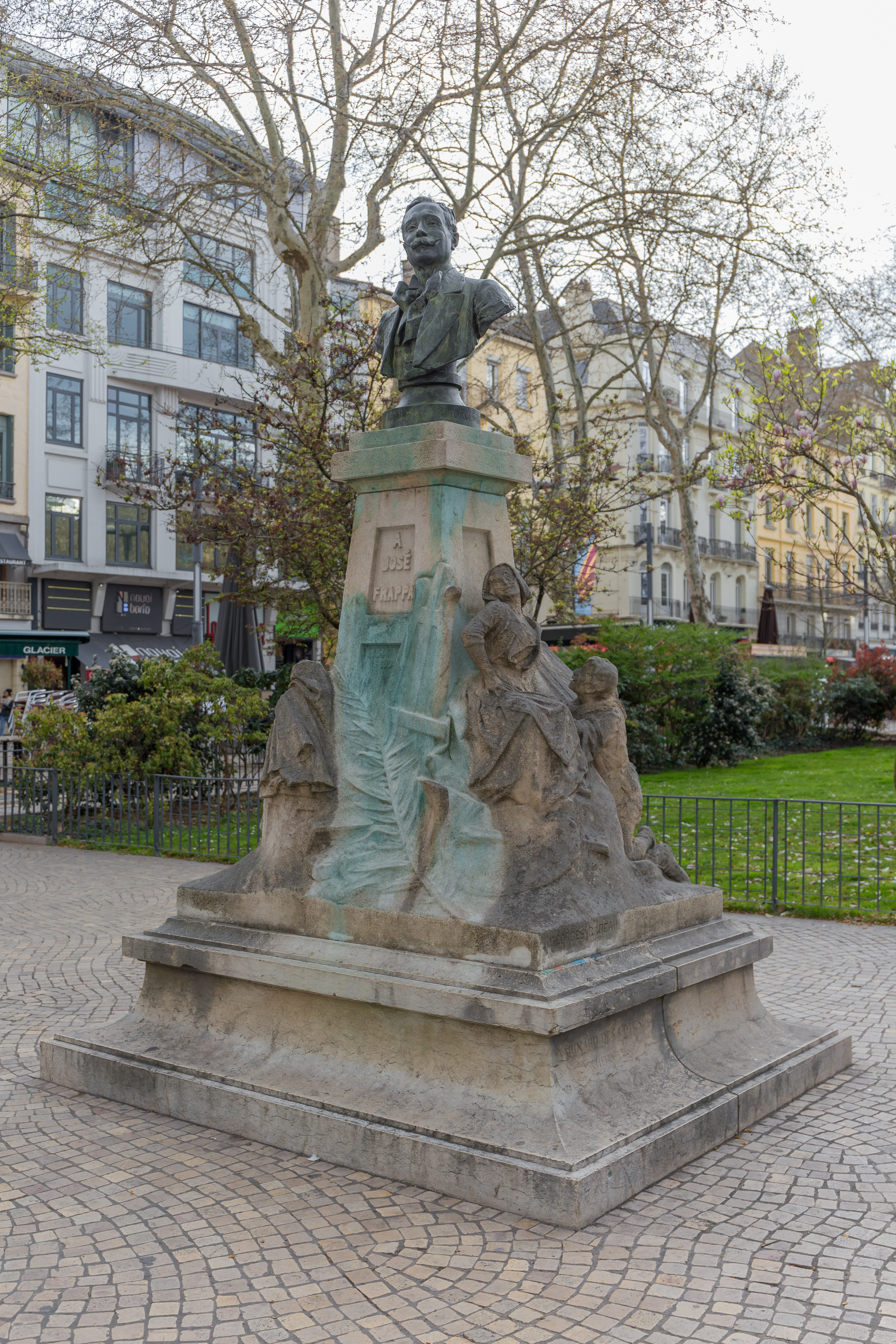
Georges Bareau, Monument à Joseph Frappa (1912), Saint-Étienne.

José Frappa est le fils de Jean-Claude Frappa et de Rose Huguet, épiciers, et le père du critique de cinéma et scénariste Jean-José Frappa.
Il expose au Salon à partir de 1876, reçoit une mention honorable en 1880, une médaille de troisième classe en 1889 et expose au Salon du Champ-de-Mars à partir de 1890. Il est aussi, par deux fois, membre du Conseil des 90 de la Société des artistes français et membre sociétaire de la Société nationale des beaux-arts.
Après avoir pris part à diverses expositions universelles, il reçoit le 4 février 1898 la Légion d'honneur des mains du ministre du Commerce à l'occasion de l'Exposition internationale de Bruxelles de 1897.
José Frappa est mort à son domicile au 18, rue du Commandant-Marchand dans le 16e arrondissement de Paris et est inhumé à l'ancien cimetière de Boulogne-Billancourt.

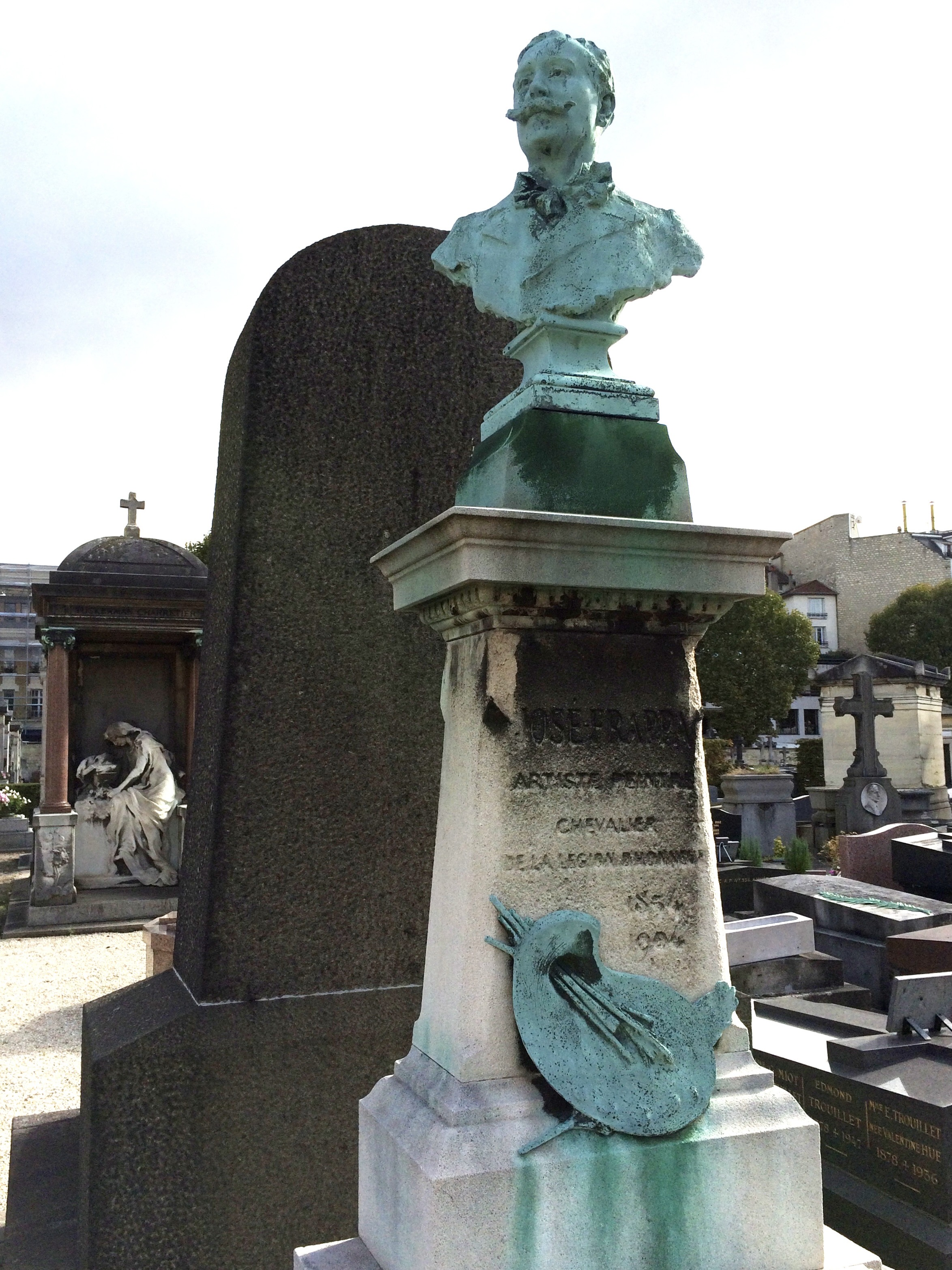
Sépulture de José Frappa au cimetière ancien de Boulogne-Billancourt.

## Œuvre
Adepte de l'art anticlérical, José Frappa s'est fait une spécialité de petits tableaux traités avec un soin méticuleux, mettant en scène des ecclésiastiques guillerets, des cardinaux badins (pour le rouge de la soutane) et des enfants de chœur facétieux (La chanson du Vicaire, La Fête de son Éminence).
Artiste éclectique, il expose à partir de 1890 au Salon de la Société nationale des beaux-arts, de très nombreux tableaux, mais aussi des objets en pâte colorée sous émail, des grès flambés, des terres cuites… Également connu comme auteur de ballets, et de pantomimes, il fait paraître en 1902, un ouvrage illustré sur les expressions de la physionomie humaine.
En 2016, l'Association Histoire et patrimoine de Saint-Étienne, gestionnaire du musée du vieux Saint-Étienne, a fait l'acquisition d'un groupe en grès émaillé de 1902 intitulé Les Frères Pêcheurs grâce au mécénat privé. Ce groupe, dans la lignée de ses œuvres satiriques sur le clergé, met en valeur une production en tant que sculpteur assez peu connue.

Œuvres de José Frappa
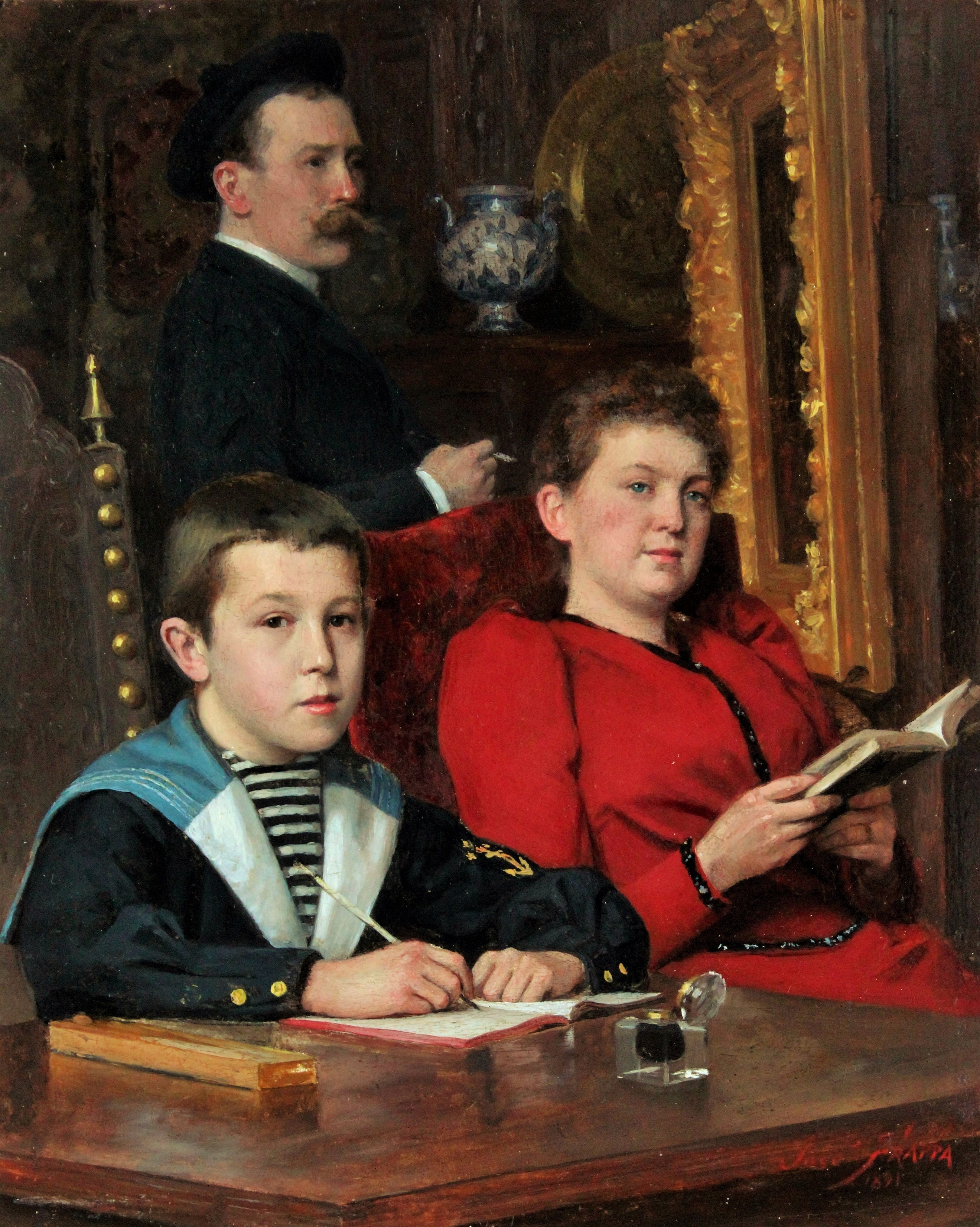
Autoportrait de José Frappa avec son épouse Marie-Augustine Frézet et leur fils Jean-José Frappa (1891), localisation inconnue.
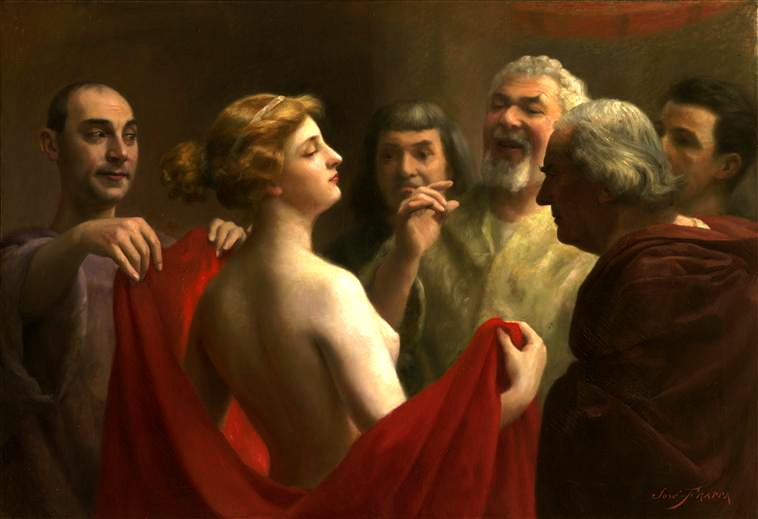
Phryné (vers 1903), Paris, Assemblée nationale[9].
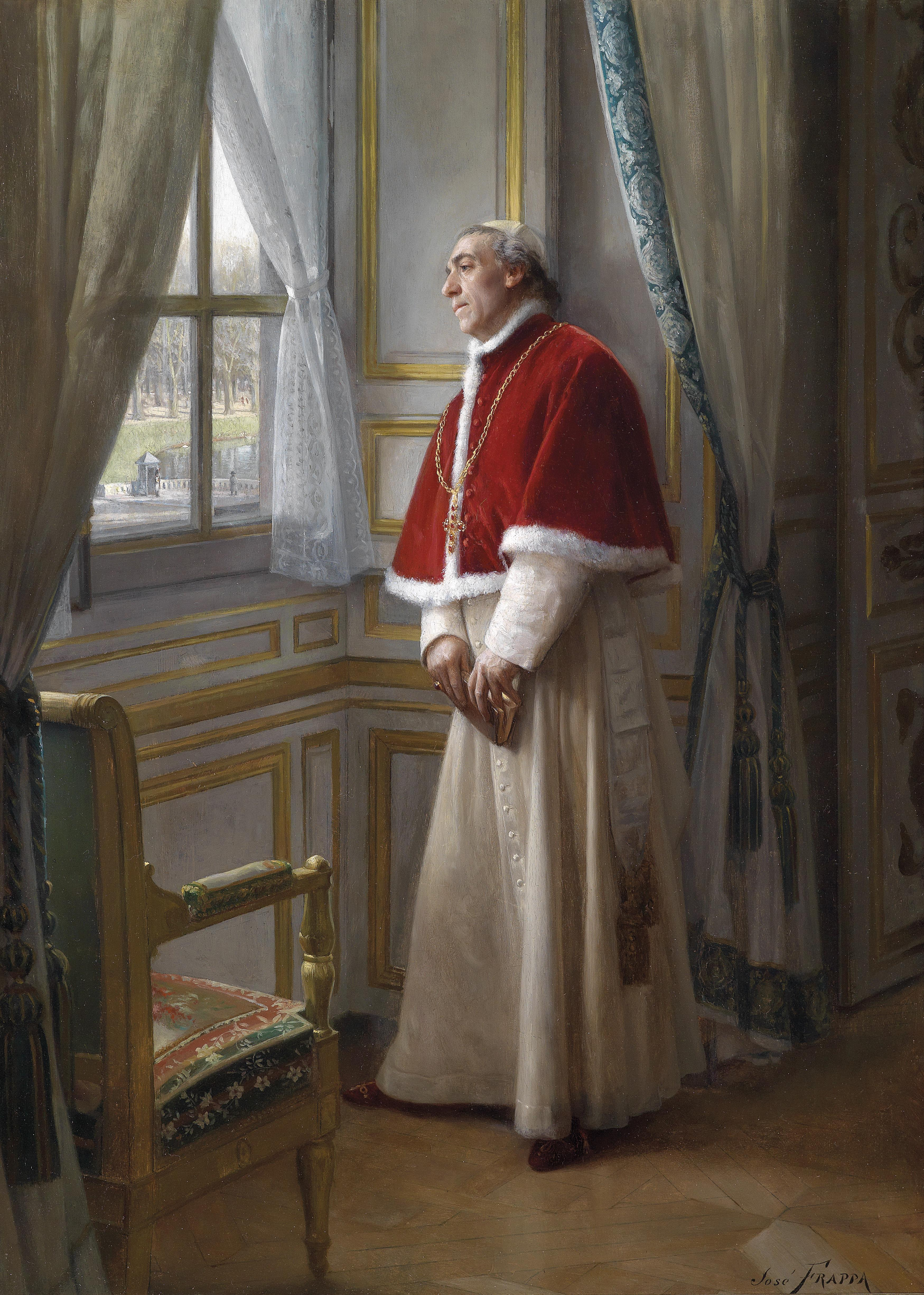
Le Cardinal (1904), localisation inconnue.